# Buste du cardinal de Richelieu (Le Bernin)
Le buste du cardinal de Richelieu, principal ministre d'État de Louis XIII, réalisé en marbre par le sculpteur Le Bernin (1598-1680) est conservé au musée du Louvre, à Paris.

## Histoire
En 1640, Richelieu veut d'abord confier au Bernin une sculpture le représentant qui serait en ronde-bosse. Les négociations sont confiées à Mazarin, en qui le cardinal et son successeur ont confiance, ainsi qu'au maréchal François-Annibal d'Estrées, ambassadeur de France à Rome. Ils n'ont pas seulement à obtenir l'assentiment de l'artiste, mais aussi de ses « protecteurs » : le cardinal Barberini et le pape Urbain VIII. Le pape n'étant pas favorable à la conception d'une statue en pied, Bernin se tourne vers le buste.
Du fait de la distance entre Rome, où vit Le Bernin, et Paris, Philippe de Champaigne, dont le cardinal apprécie particulièrement les portraits, est chargé de peindre un triple portrait du cardinal, de face et de profil gauche et droit, qui servira de modèle au sculpteur : ce triple portrait est depuis 1869 conservé à la National Gallery de Londres.
Le célèbre artiste commence l'œuvre en novembre 1640 et l'achève à la mi-janvier de l'année suivante. En août, le buste est transporté à Paris, où il ne connaît pas un grand succès : on ne le trouve pas suffisamment ressemblant ; l'austère sobriété  et la froideur détachée de Champaigne n'ont pas inspiré Le Bernin. Néanmoins, Mazarin remercie chaleureusement le cardinal Barberini. En réalité, le buste n'a pas plu parce que, même très détaillé, il ne reflétait pas les caractères physiques de Richelieu : cela peut être déduit de la commande ultérieure d'un autre buste faite par le cardinal au sculpteur Jean Varin.

## Description
L'œuvre en marbre blanc, sculptée en 1641, s'inscrit dans une longue tradition de bustes de personnalités célèbres, comme François Ier d'Este, Alexandre VII, Louis XIII, Paul V, Urbain VIII ou Charles Ier d'Angleterre. La sculpture est soignée dans les détails (voir la veste) et dans l'expression du visage, caractérisée par un air noble.